# إريكا كريستنسن
إريكا جين كريستنسن (ولدت في 19 أغسطس 1982) ممثلة أمريكية شاركت في أدوار سينمائية منها ترافيك (2000)، سويمفان (2002)، ذي بانجر سيسترس (2002)، النتيجة الكاملة (2004)، فلايتبلان (2005)، كيف تو روب بانك ( 2007)، ذي تريتوريد (2010)، أندذي كيس فور كرايست (2017), أدائها في فيلم  حركة المرور، فازت بجائزة أم تي في فيلم لأفضل للجيل القادم وجائزة جائزة نقابة ممثلي الشاشة للأداء المتميز من قبل الممثلين في السينما جنبا إلى جنب مع نجومها المشاركة.

## نشأتها
ترعرعت في لوس أنجلوس، وفي عمر الثانية عشر إكتشفت أنها تريد أن تكون ممثّلة. موهوبة في التمثيل والغناء والرقص، كانت إريكا مصمّمة على ما تريده ولم تحصل على ما تريديه عن طريق الحظ. ظهرت أولاً على في إعلان لماك دونالدز.
بعدها أطلّت في فيديو كليب مايكل جاكسون Childhood، وبعدها في مسلسل ديزني Leave it to Beaver. أطلّت إريكا في عدد من المسلسلات التلفزيونية مثل Frasier وNothing Sacred و3rd Rock from the Sun وTouched by an Angel. أطلّت إريكا على الشاشة الكبيرة في فيلم Can of Worms عام 1999 وTraffic عام 2000.

## روابط خارجية
- إريكا كريستنسن على موقع IMDb (الإنجليزية)
- إريكا كريستنسن على موقع ألو سيني (الفرنسية)
- إريكا كريستنسن على موقع ميوزك برينز (الإنجليزية)
- إريكا كريستنسن على موقع أول موفي (الإنجليزية)
- إريكا كريستنسن على موقع بوكس أوفيس موجو (الإنجليزية)
- إريكا كريستنسن على موقع قاعدة بيانات برودواي على الإنترنت (الإنجليزية)
- إريكا كريستنسن على موقع قاعدة بيانات الأفلام السويدية (السويدية)
- إريكا كريستنسن على موقع إن إن دي بي (الإنجليزية)
- إريكا كريستنسن على موقع ديسكوغز (الإنجليزية)
- إريكا كريستنسن على موقع ديسكوغز (الإنجليزية)